# De Toekomst (Hoeven)
De windmolen De Toekomst is een korenmolen aan de Sprangweg in Hoeven. Deze korenmolen is in 1862 gebouwd. In 1968/69 is de molen gerestaureerd, waarna hij tot het einde van 2007 heeft gedraaid. Daarna is de molen stilgezet om de fokwieken te kunnen vervangen. De Toekomst heeft na de restauratie op beide roeden het stroomlijnsysteem-Van Bussel.
In de molen bevindt zich 1 koppel 16der kunststenen en een elektrisch aangedreven koppel 17der kunststenen. De molenbelt is deels vervangen door een pakhuis.
De molen bezichtigen kan als hij draait, in de regel op zaterdagochtend en op afspraak.